# Tom Simpson (ciclista)
Thomas "Tom" ou "Tommy" Simpson (Haswell, 30 de novembro de 1937 — Monte Ventor, 13 de julho de 1967) foi um ciclista britânico, que competiu profissionalmente entre 1958 a 1967.